# Діаноя
Діаноя (давньогрецька мова: διάνοια, лат. ratio ) — це термін, що ним користувався Платон на позначення типу мислення, що здебільшого стосувався математичних і технічних сфер. Це спроможність до, процес чи результат дискурсивного мислення на противагу миттєвому сприйнятту, що є характеристикою ноезісу. В Аристотеля знання надалі розділено на теоретичне (грец. ἐπιστήμη, епістеме) і практичне, що містить у собі техне (грец. τέχνη — мистецтво, майстерність, уміння) і фронесіс.